# رأس‌الخیمه
رأس‌الخیمه بزرگ‌ترین شهر و مرکز امارت رأس‌الخیمه در امارات متحده عربی است که ششمین شهر بزرگ این کشور محسوب می‌شود. رأس‌الخیمه ۳۷۳ کیلومتر مربع مساحت و ۱۱۵٬۹۴۹ نفر جمعیت دارد و ۴۰ متر بالاتر از سطح دریا واقع شده‌است.